# Placówka Straży Celnej „Krywka”

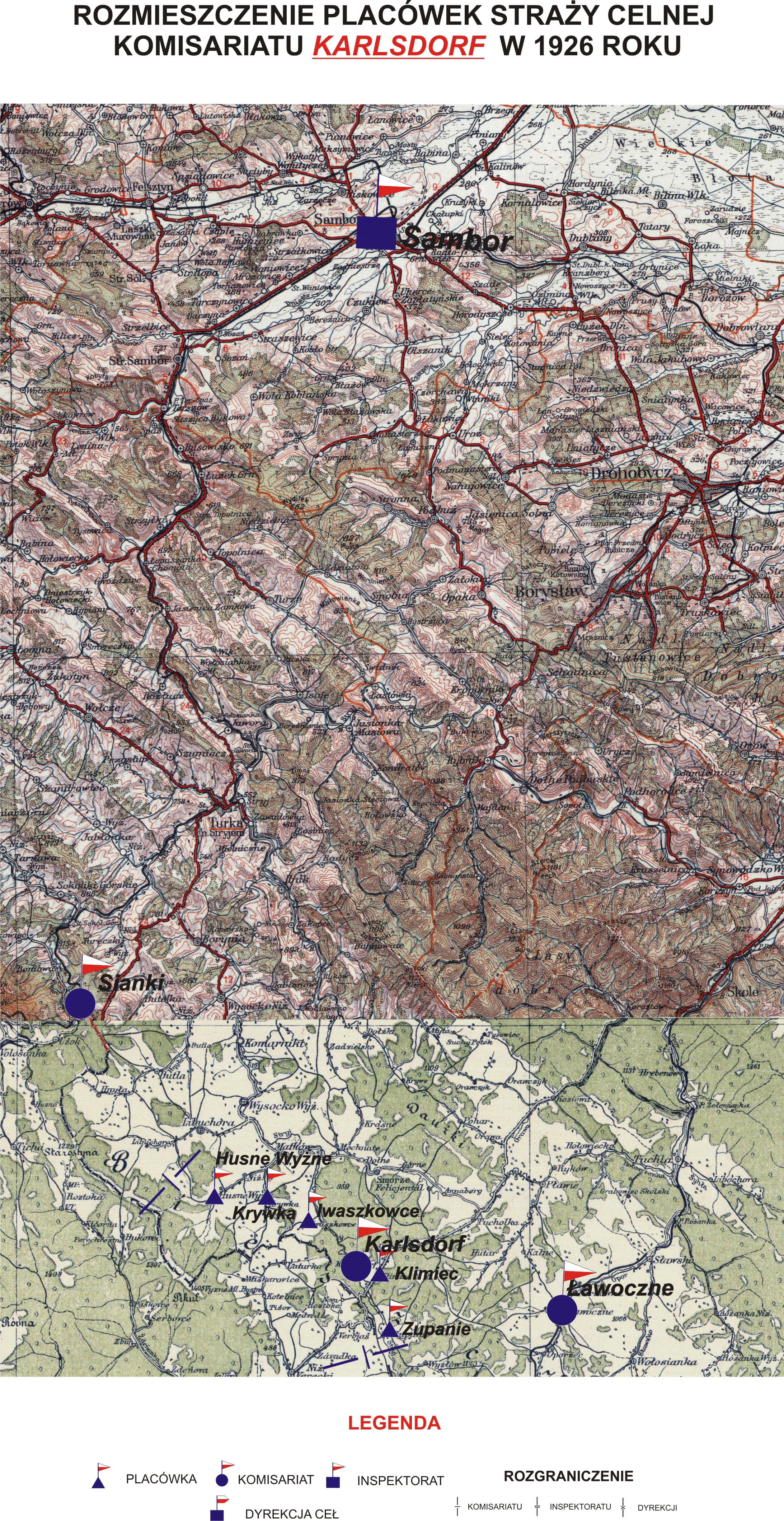
Rozmieszczenie placówek SC Komisariatu Karlsdorf w 1926 r.

Placówka Straży Celnej „Krywka” – jednostka organizacyjna Straży Celnej pełniąca w okresie międzywojennym służbę ochronną na granicy polsko-czechosłowackiej.

## Formowanie i zmiany organizacyjne
Na wniosek Ministerstwa Skarbu, uchwałą z 10 marca 1920 roku, powołano do życia Straż Celną. Jednostki Straży Celnej rozpoczęły przejmowanie odcinków granicy od pododdziałów Batalionów Celnych. W 1921 roku w Tucholce stacjonował sztab 2 kompanii 12 batalionu celnego. Kompania wystawiała między innymi placówkę w Krywce. Proces tworzenia Straży Celnej trwał do końca 1922 roku. Placówka Straży Celnej „Krywka” weszła w podporządkowanie komisariatu Straży Celnej „Karlsdorf” z Inspektoratu SC „Sambor”.
W drugiej połowie 1927 roku przystąpiono do gruntownej reorganizacji Straży Celnej. W praktyce skutkowało to rozwiązaniem tej formacji granicznej. Ochronę północnej, zachodniej i południowej granicy państwa przejęła powołana z dniem 2 kwietnia 1928 roku Straż Graniczna.
Rozkazem nr 7 z 25 września 1929 roku w sprawie reorganizacji i zmian dyslokacji Małopolskiego Inspektoratu Okręgowego komendant Straży Granicznej płk Jan Jur-Gorzechowski powołał komisariat SG „Smorze”.
Placówka Straży Granicznej I linii „Krywka” weszła w jego skład.

## Funkcjonariusze placówki
Kierownicy placówki
| stopień          | imię i nazwisko, numer   | okres pełnienia służby | kolejne stanowisko |
| ---------------- | ------------------------ | ---------------------- | ------------------ |
| starszy strażnik | Andrzej Konwiński (1595) | był w 1926             |                    |

Obsada personalna placówki w 1926:
- starszy strażnik Andrzej Konwiński (1595)
- strażnik Stanisław Bilski (940)
- strażnik Józef Jerszyński (1003)
- strażnik Józef Witucki (2210)
- strażnik Stanisław Krzyżan (1008)
- strażnik Wojciech Stróżyński (1501)